# Ortayazı, Senirkent
Ortayazı là một xã thuộc huyện Senirkent, tỉnh Isparta, Thổ Nhĩ Kỳ. Dân số thời điểm năm 2011 là 331 người.